# Barathrodesmus inflatus
Barathrodesmus inflatus är en mångfotingart som beskrevs av Loomis 1975. Barathrodesmus inflatus ingår i släktet Barathrodesmus och familjen Fuhrmannodesmidae. Inga underarter finns listade i Catalogue of Life.